# Çò des de Frances
Çò des de Frances és un edifici civil del poble de Garòs, en el municipi de Naut Aran (Vall d'Aran) inclòs en l'Inventari del Patrimoni Arquitectònic de Catalunya.

## Descripció
Habitatge format per una casa, dues bordes adossades a la dreta i el paller, al qual s'hi accedeix a través d'una rampa. La divisió de l'espai és traduïda a l'exterior per sengles contraforts. El pati del davant manté parcialment l'empedrat del terra. És una casa de secció rectangular constituïda per una planta baixa, un primer pis i "l'humarau", amb "lucanes" i "boques de lop" en el nivell superior. El sostre de la casa limita a mà dreta amb el de la "bòrda" mitjançant una estructura de "penaus" que conté una "humenèja". La façana paral·lela a la "capièra" és orientada a migdia i presenta els murs arrebossats.
La distribució de la façana queda reforçada pels motius decoratius: en sentit horitzontal, una motllura que separa la primera planta de la segona, en sentit vertical,dues motllures de ciment tot imitant carreus de pedra, separen la porta d'accés en semicercle de ciment, hi ha la representació d'un Sant Antoni de Pàdua. La porta d'accés a l'habitatge és constituïda a part inferior, per daus rectangulars sobre els quals hi ha muntants de pedra i la llinda, també de pedra. Les fulles de fusta són dividides per motllures, els plafons amb motius gravats; en la part superior, una franja amb cinc vidres que permet il·luminar l'interior.